# 溫蓋特 (北卡羅萊納州)
溫蓋特（英語：Wingate）是一個位於美國北卡羅萊納州尤寧縣的城鎮。

## 人口
根據2020年美國人口普查的數據，溫蓋特的面積為5.83平方千米，當中陸地面積為5.78平方千米，而水域面積為0.05平方千米。當地共有人口4055人，而人口密度為每平方千米696人。